# Cimetière de Biollay
Le cimetière de Biollay est l'un des trois cimetières de la commune de Chamonix-Mont-Blanc en Haute-Savoie. les deux autres sont le petit cimetière du temple au sein même du centre-ville, et le cimetière d'Argentière.
Ce cimetière, établi à l'emplacement actuel près bien des vicissitudes en novembre 1913, contient 2 300 tombes dont celles de personnages illustres de la commune ainsi que de nombreux alpinistes qui ont trouvé la mort dans le massif du Mont-Blanc.

## Charles Bozon
Charles Bozon (né le 15 décembre 1932 à Chamonix-Mont-Blanc, skieur alpin français membre du Club des Sports Chamonix-Mont-Blanc, est mort le 7 juillet 1964 dans une avalanche à l’Aiguille Verte.
Les membres de sa famille : Michel et René.

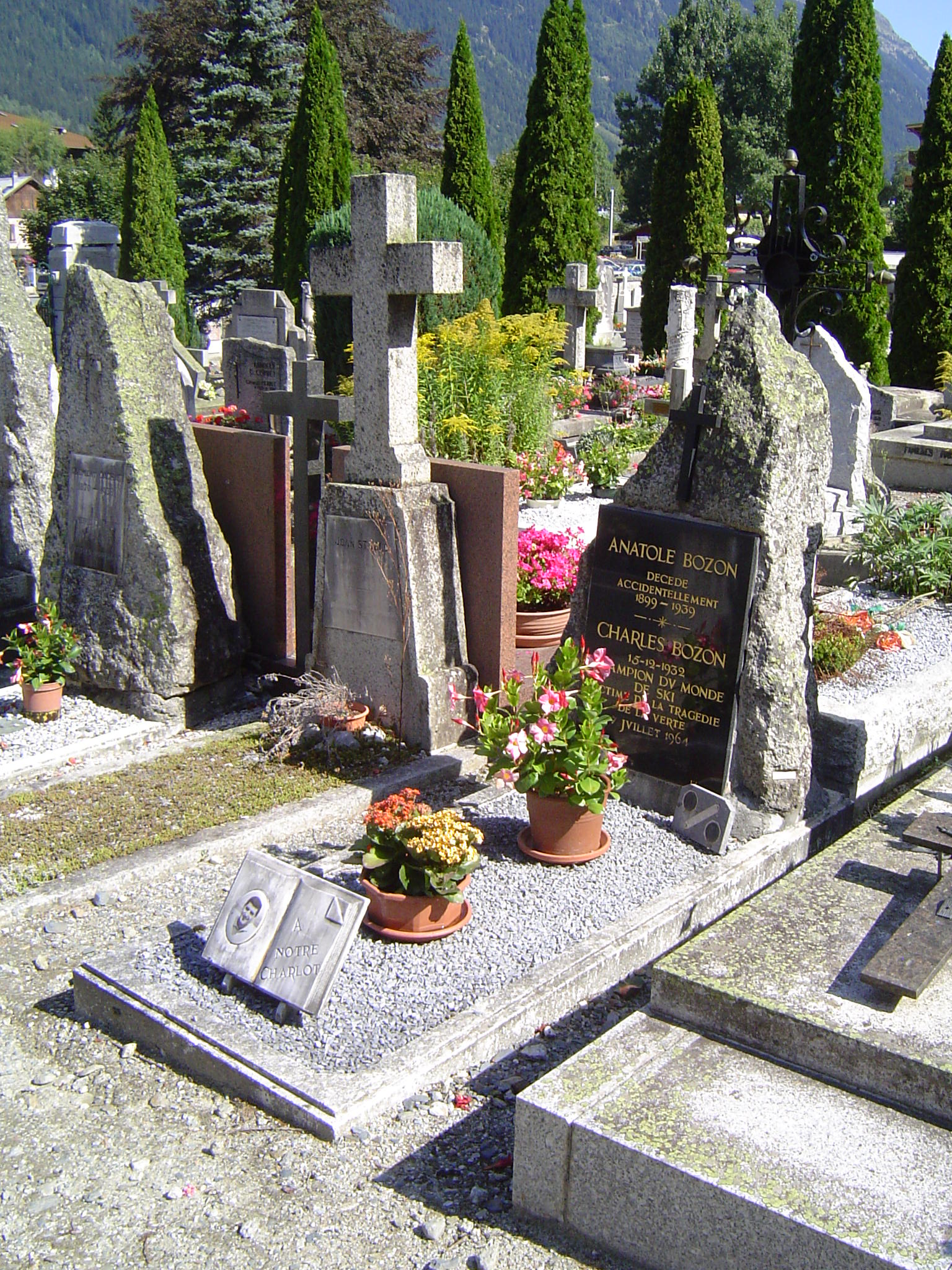
Tombe de Charles Bozon
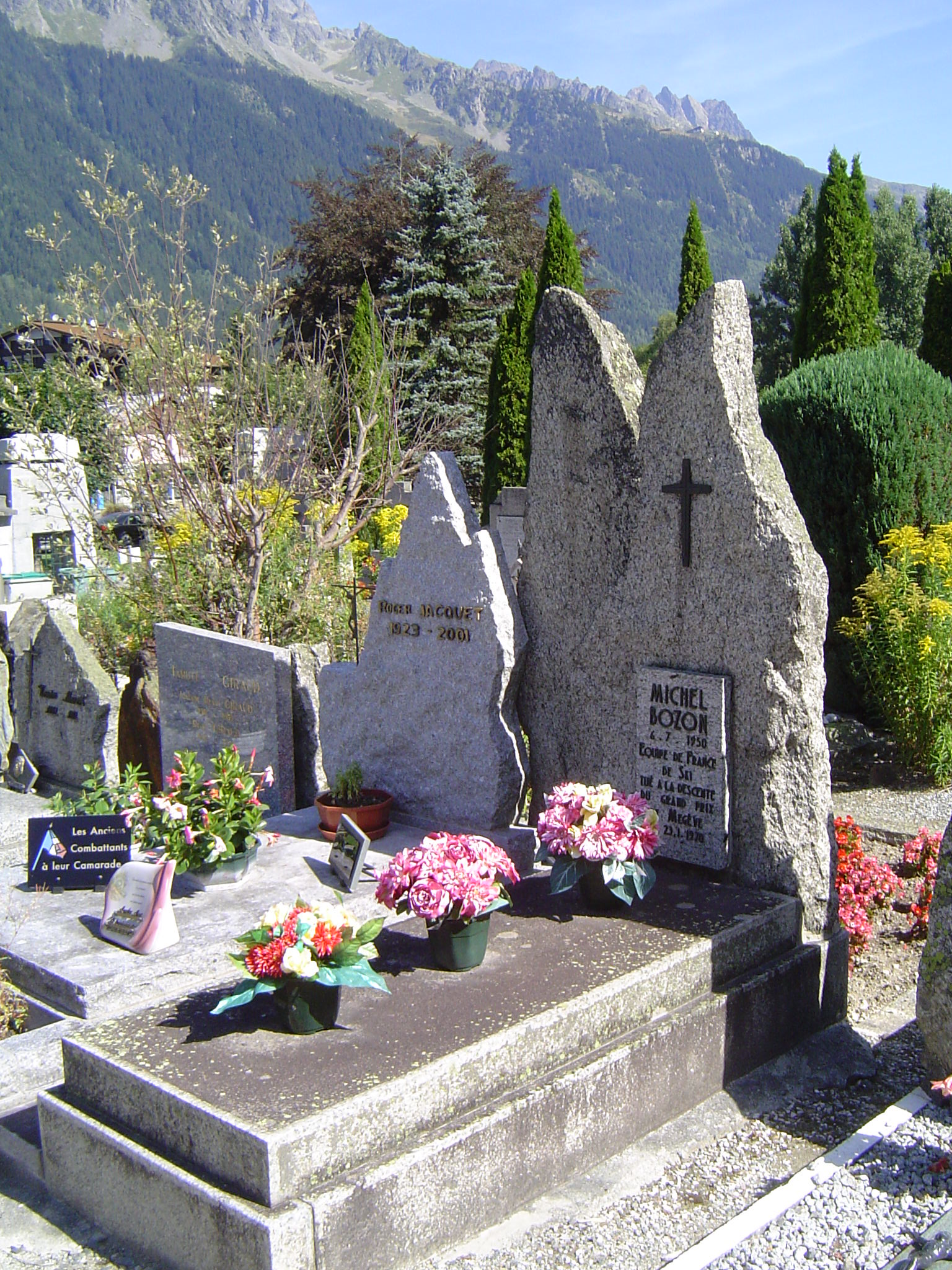
Tombe de Michel Bozon
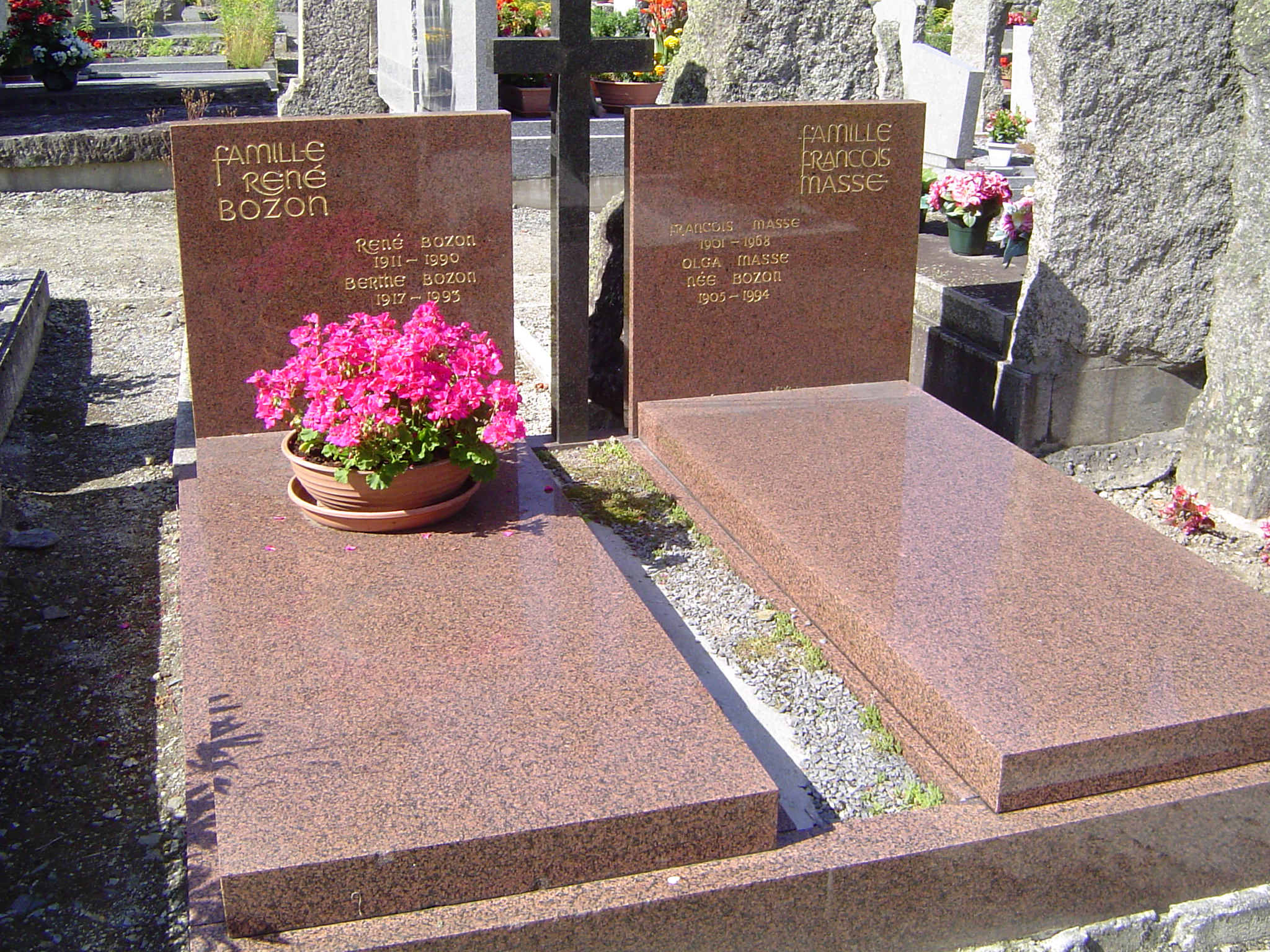
Tombe de René Bozon

## Marcel Burnet
Marcel Burnet, né en 1907 et mort en 1977, guide de la Compagnie des guides de Chamonix et compagnon de cordée de Roger Frison-Roche.
Son nom a été donné à l'une des allées du village-piéton de Chamonix-Sud au sein du quartier de l'aiguille du Midi.

## Edmond Désailloud

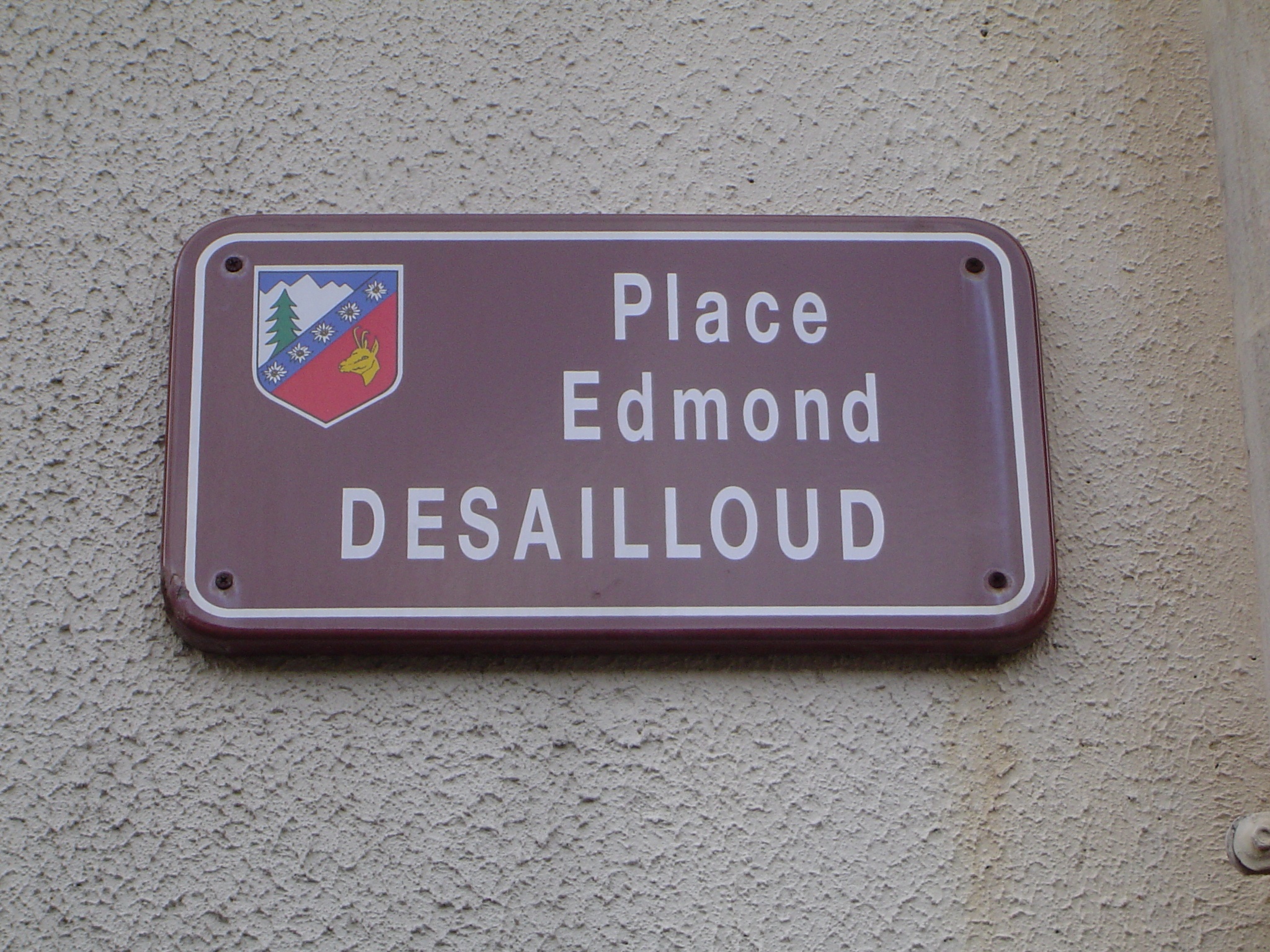
Plaque au sein du village-piéton de Chamonix-Sud

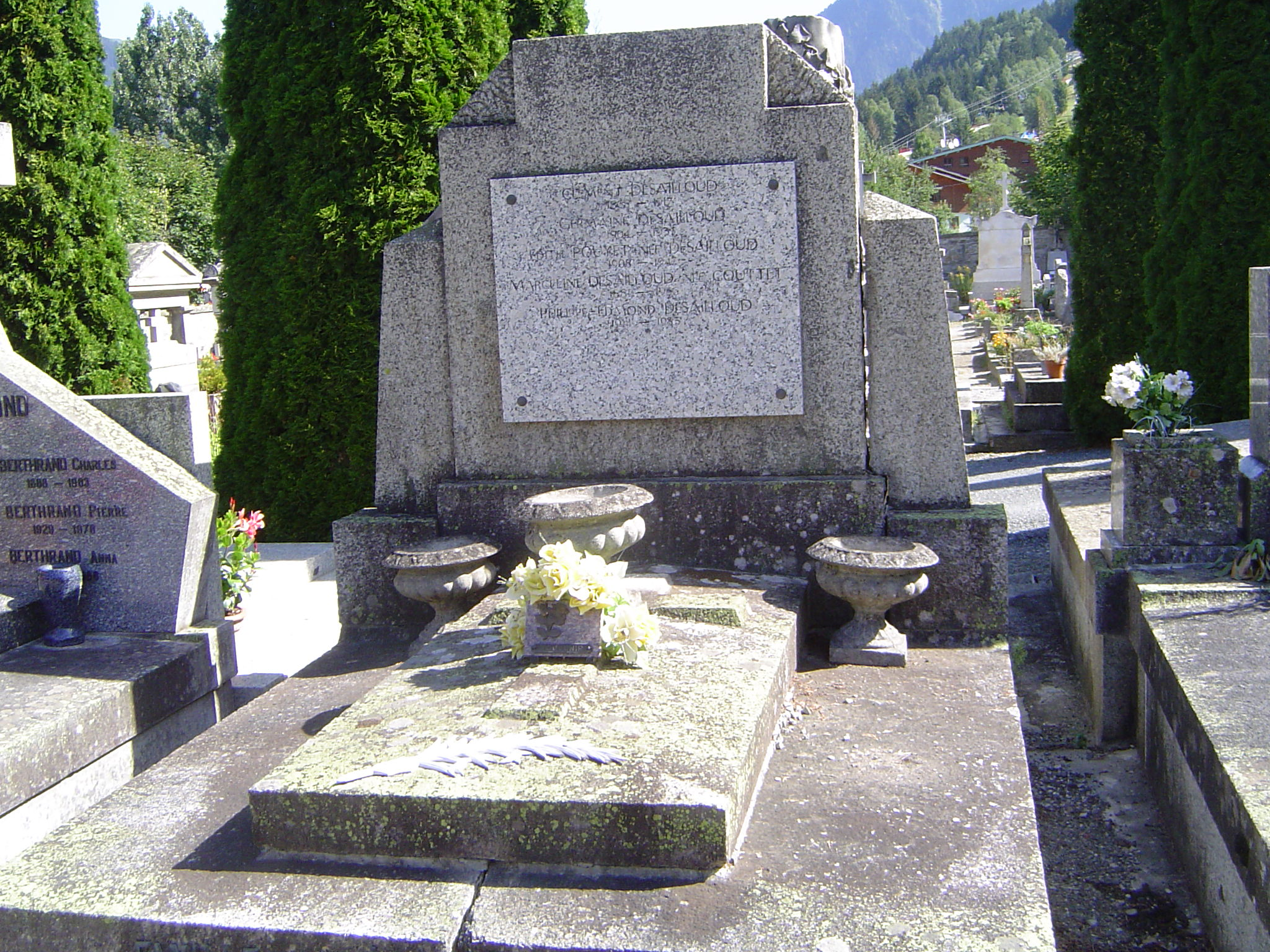
La tombe d'Edmond Desailloud

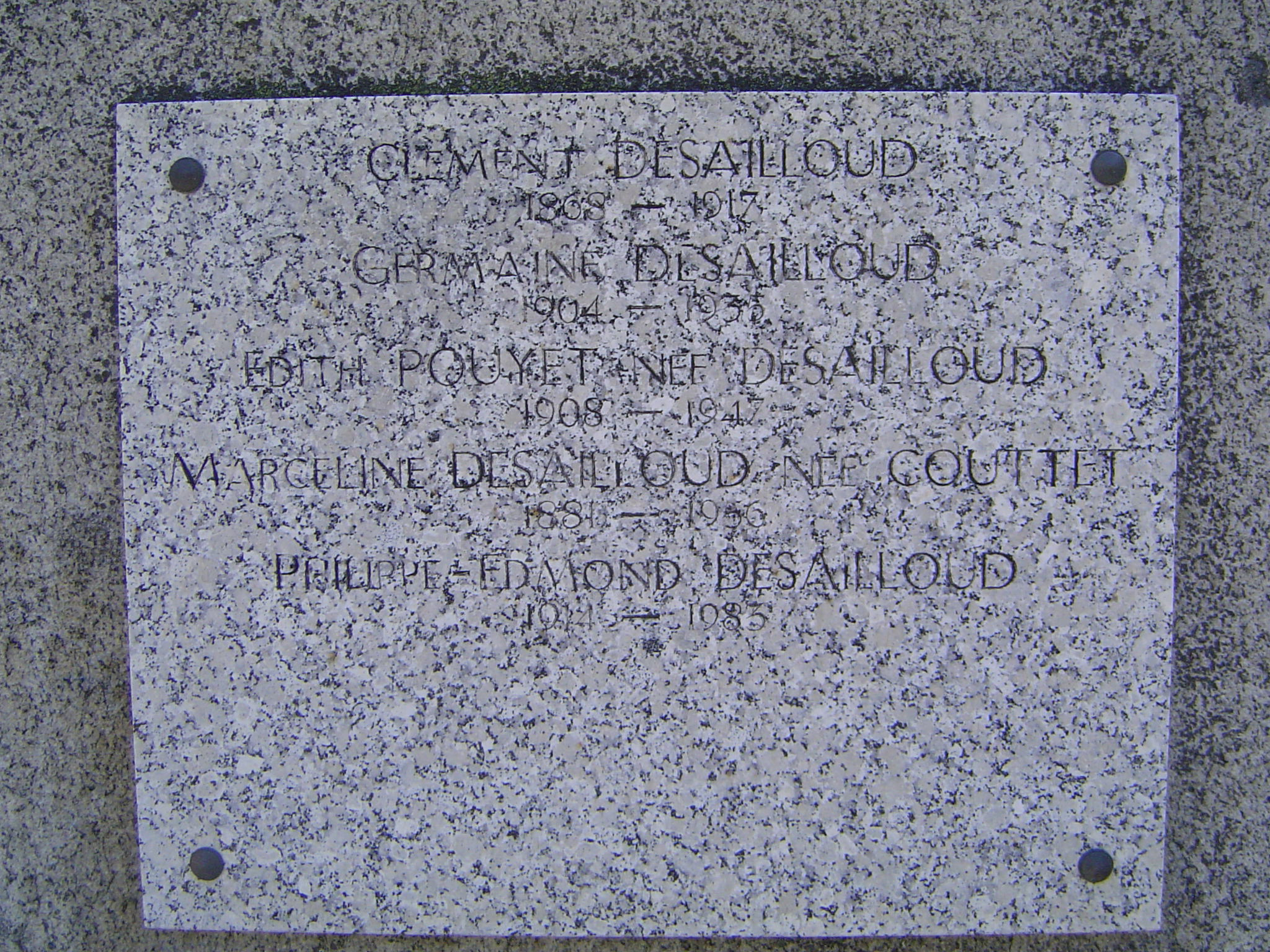
Détail de la tombe d'Edmond Desailloud

Philippe-Edmond Désailloud, né en 1914, mort en 1983 et inhumé au cimetière de Biollay à Chamonix-Mont-Blanc, est un homme politique français. Il fut la cheville ouvrière de plusieurs projets dont le téléphérique de l'Aiguille du Midi, le tunnel du Mont-Blanc et le village-piéton de Chamonix-Sud.
Conseiller général du canton de Chamonix-Mont-Blanc de 1945 à 1964, puis de 1970 à 1976, il était le propriétaire d'une partie des terrains situés au sud de Chamonix sur lesquels a été construit le village-piéton de Chamonix-Sud.
L'une des places de ce village-piéton a reçu le nom de place Edmond-Désailloud.

## Roger Frison-Roche

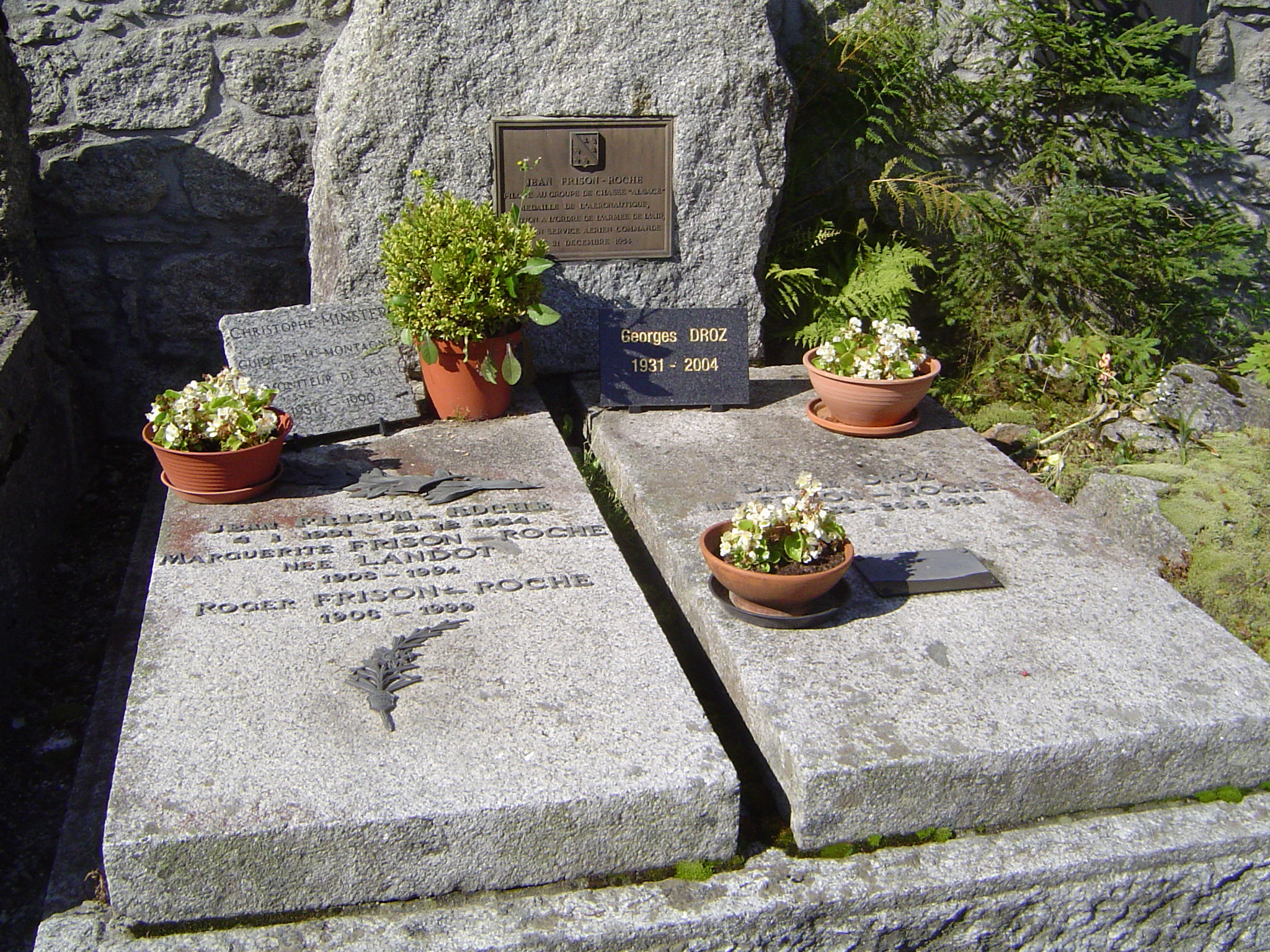
La tombe de Roger Frison-Roche

Roger Frison-Roche, né à Paris le 10 février 1906 et mort à Chamonix-Mont-Blanc le 17 décembre 1999, est un explorateur et écrivain français.

## Michel Payot

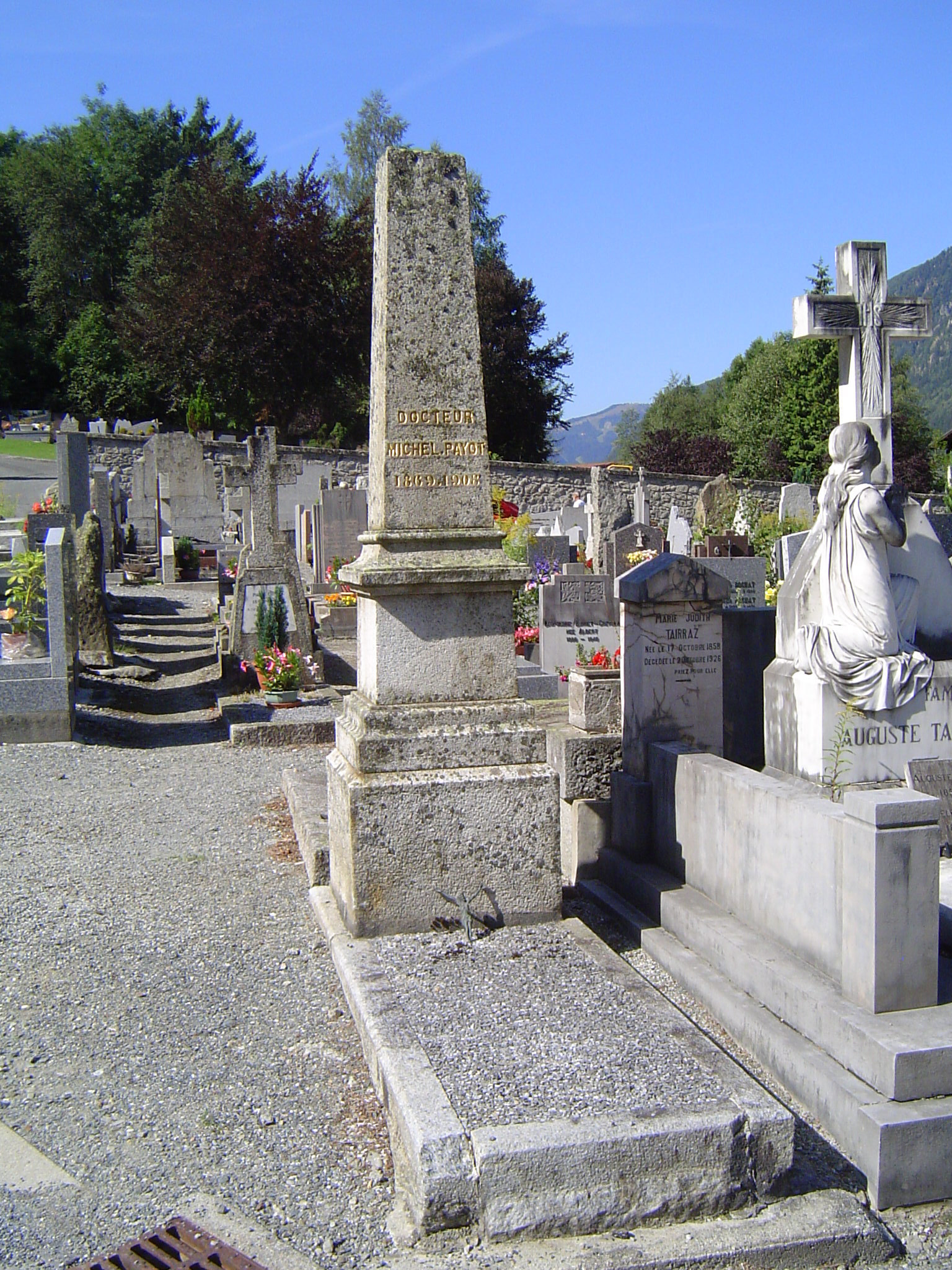
La tombe du Dr Michel Payot (1869-1908)

## Joseph Ravanel Le Rouge

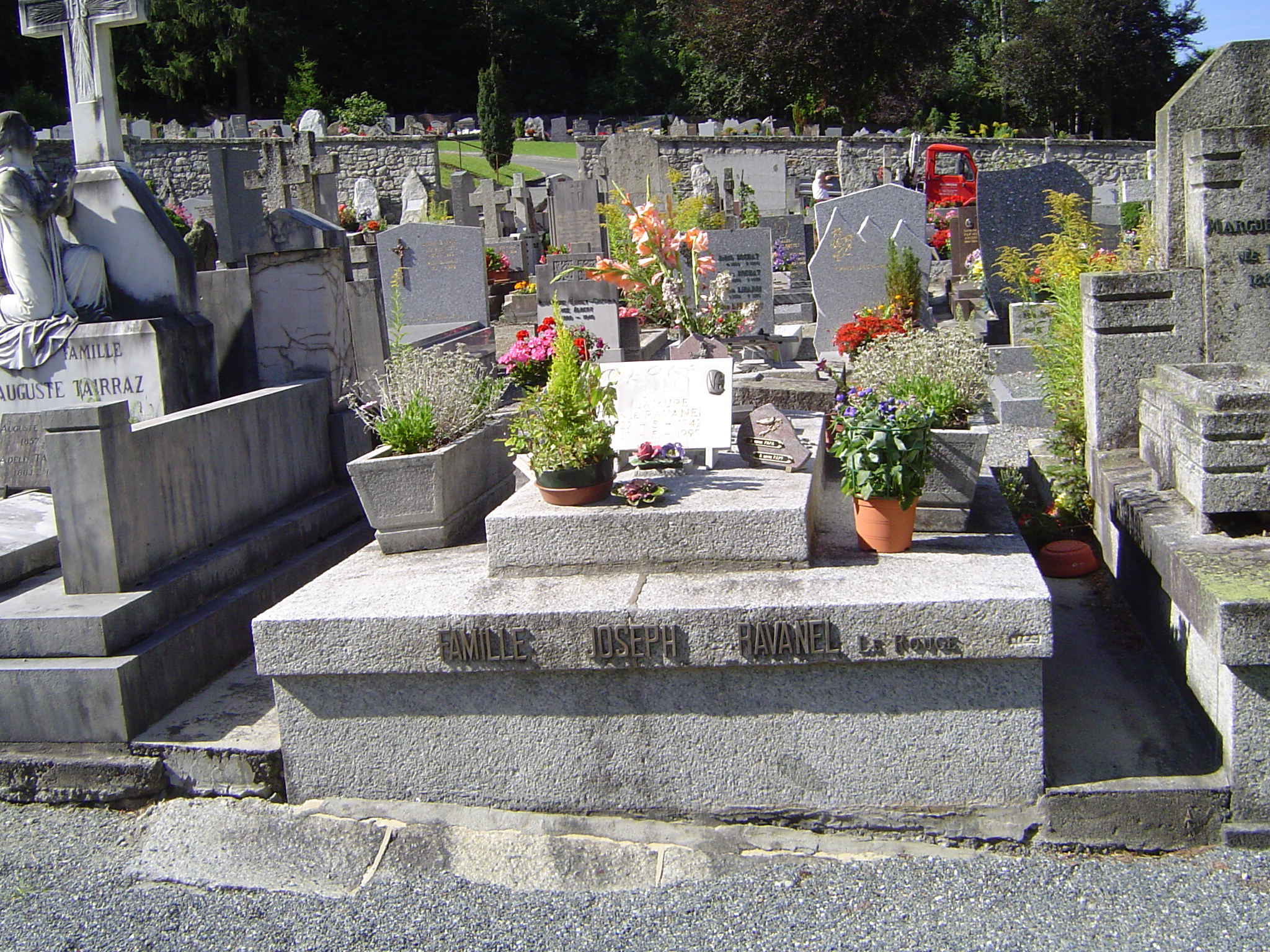
La tombe de Joseph Ravanel Le Rouge

Joseph Ravanel, né le 8 février 1869 et mort en novembre 1931, était un guide de haute montagne de Chamonix. Il était surnommé  « le Rouge », en raison de sa chevelure rousse. Il eut notamment comme clients Albert Ier de Belgique et surtout Émile Fontaine avec lequel il réalisa de nombreuses premières dans le massif du Mont-Blanc.
Il fut gardien du refuge du couvercle.
Les Ravanel sont une famille de guides. Ses trois frères cadets Jean (1873-1913), Camille et Alfred furent guide, comme son fils Arthur (1901-1947).

## Gaston Rebuffat

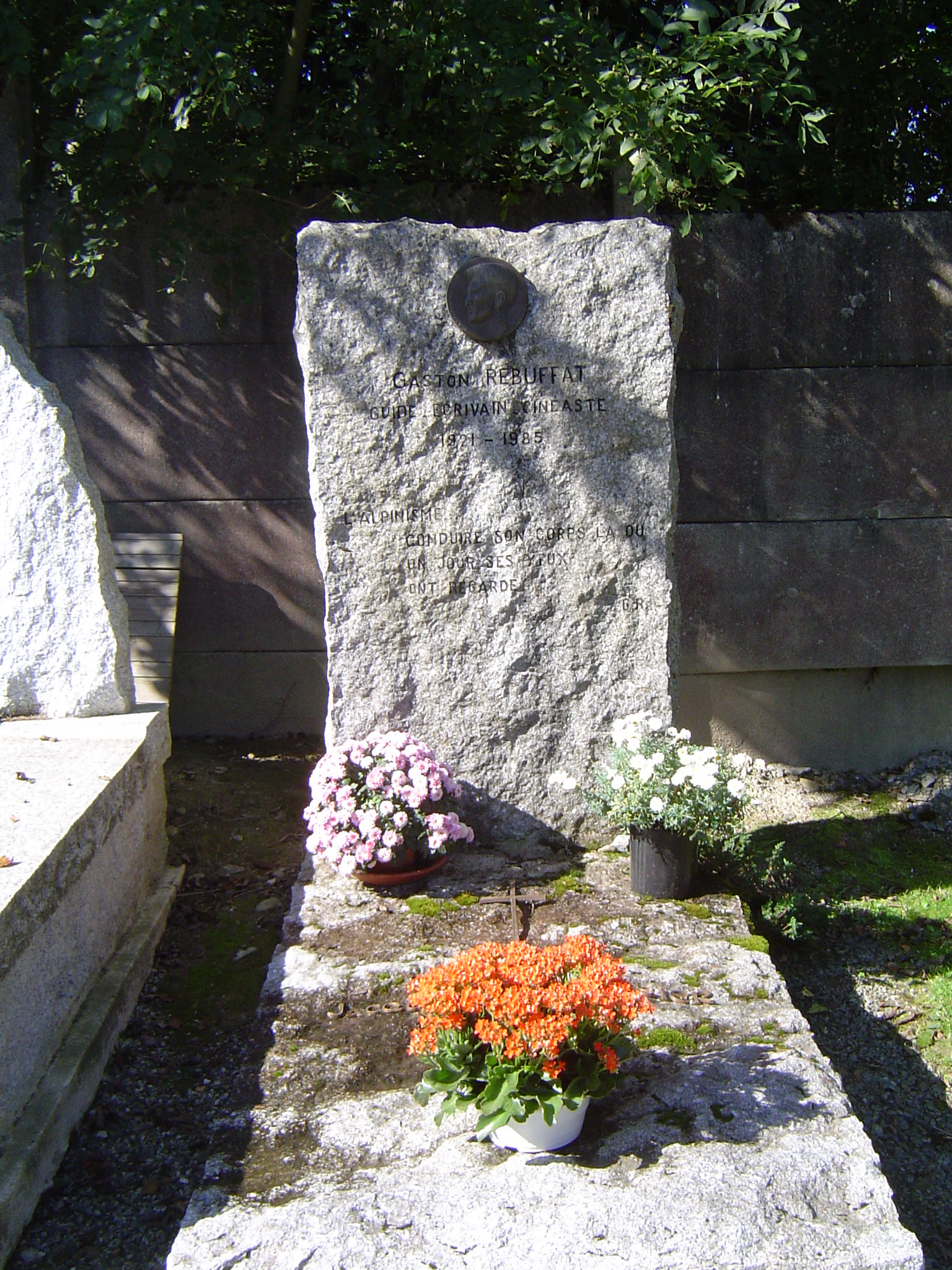
La tombe de Gaston Rebuffat

Gaston Rebuffat, né le 7 mai 1921 à Marseille et mort d'un cancer le 1er juin 1985) était un alpiniste français, membre notamment de l'expédition française à l'Annapurna.
En 1940, il s'engage à Jeunesse et Montagne où il rencontre Lionel Terray avec qui il va devenir ami. C'est dans le Centre École Jeunesse et Montagne du Valgaudemar que la passion des montagnes s'ancre profondément en lui. 
Il déménage ensuite pour Chamonix-MontBlanc où il travaille dans la ferme de son ami Lionel Terray.

## Lionel Terray

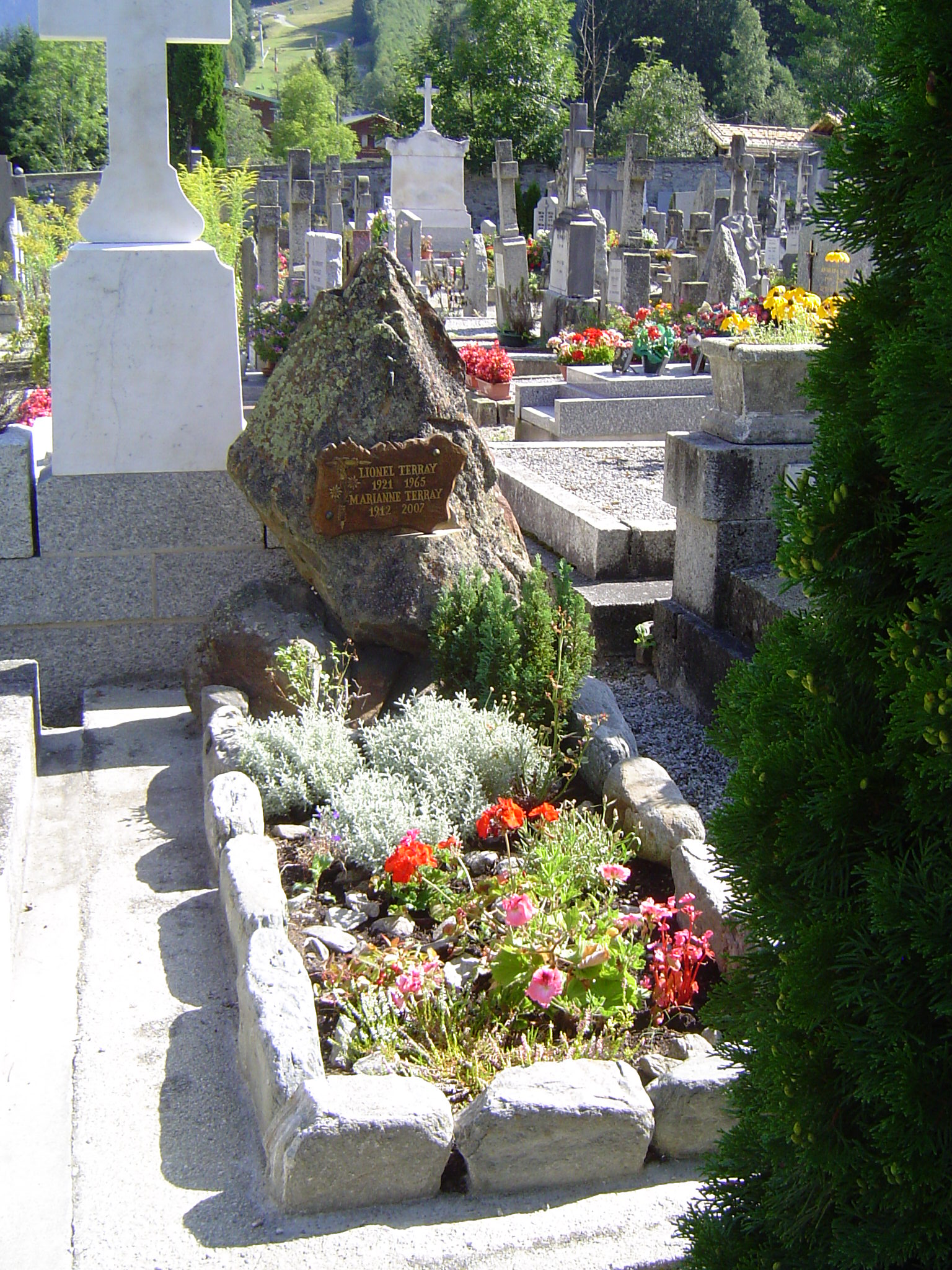
La tombe de Lionel Terray

Lionel Terray est un alpiniste français né le 25 juillet 1921 à Grenoble et mort le 19 septembre 1965 après une chute mortelle aux Arêtes du Gerbier, dans le Vercors. Il constitue avec Louis Lachenal une des meilleures cordées françaises de l'après-guerre, réalisant notamment la première répétition de la face nord de l'Eiger en 1947. Il participe en 1950 à l'expédition française à l'Annapurna, première conquête d'un sommet plus de 8 000 mètres.
Dans les années 1940, il s'installe comme agriculteur dans la vallée de Chamonix.
Il est aussi l'auteur d'un des plus célèbres ouvrages de récits d'alpinisme : Les conquérants de l'inutile.

## Jean Vincedon et François Henry

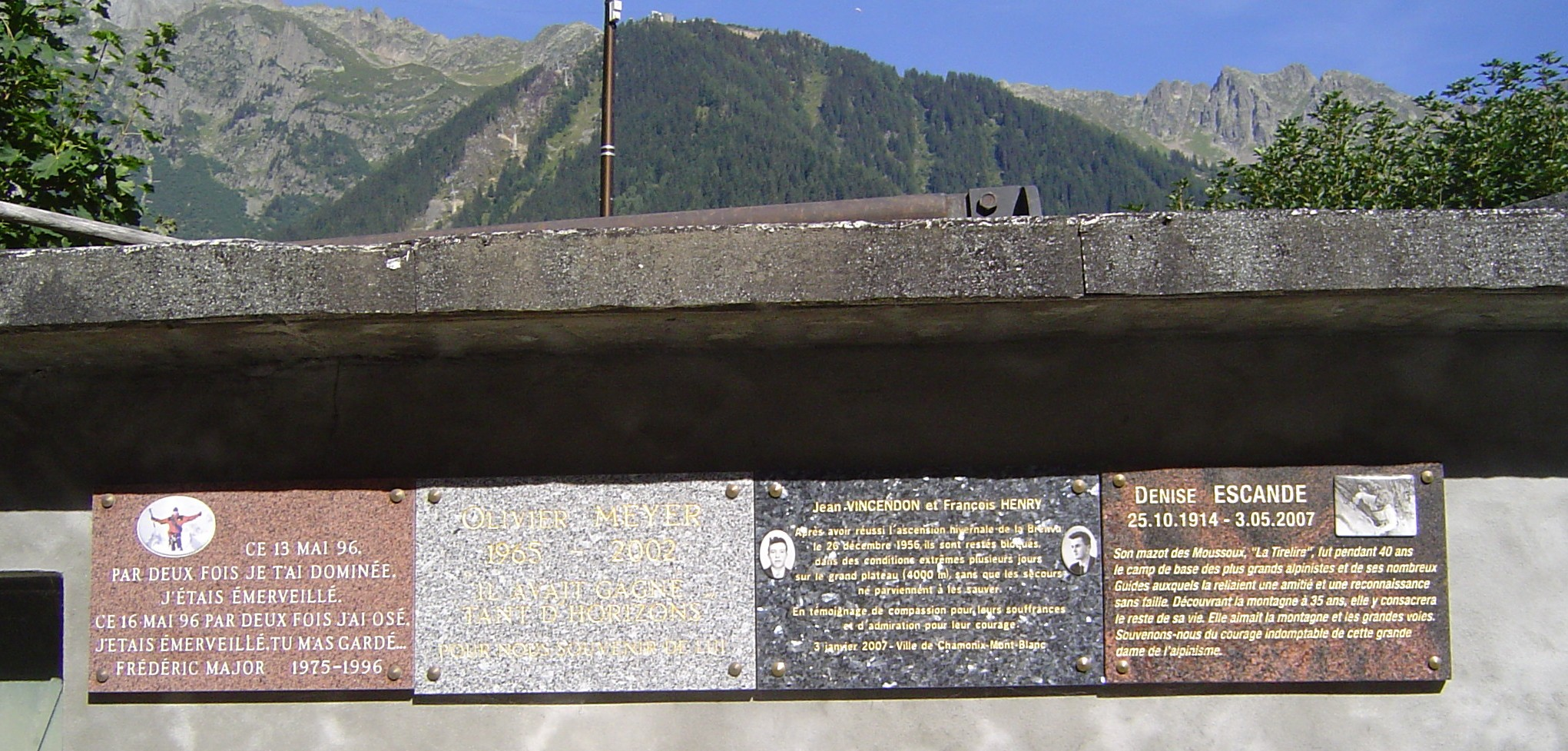
La plaque en mémoire de Jean Vincedon et François Henry

Deux jeunes étudiants alpinistes, Jean Vincedon, 24 ans, parisien, et François Henry, 22 ans, de Bruxelles, partent le 22 décembre 1956 pour gravir le mont Blanc par l'éperon de la Brenva. Leur expédition tourne au drame. Ils se perdent dans de mauvaises conditions météorologiques à plus de 4 000 m d'altitude et succombent après 10 jours au froid et à l'épuisement : les tentatives de sauvetage échouent les unes après les autres alors que leur triste épopée est suivie à la jumelle depuis la vallée…

## Edward Whymper

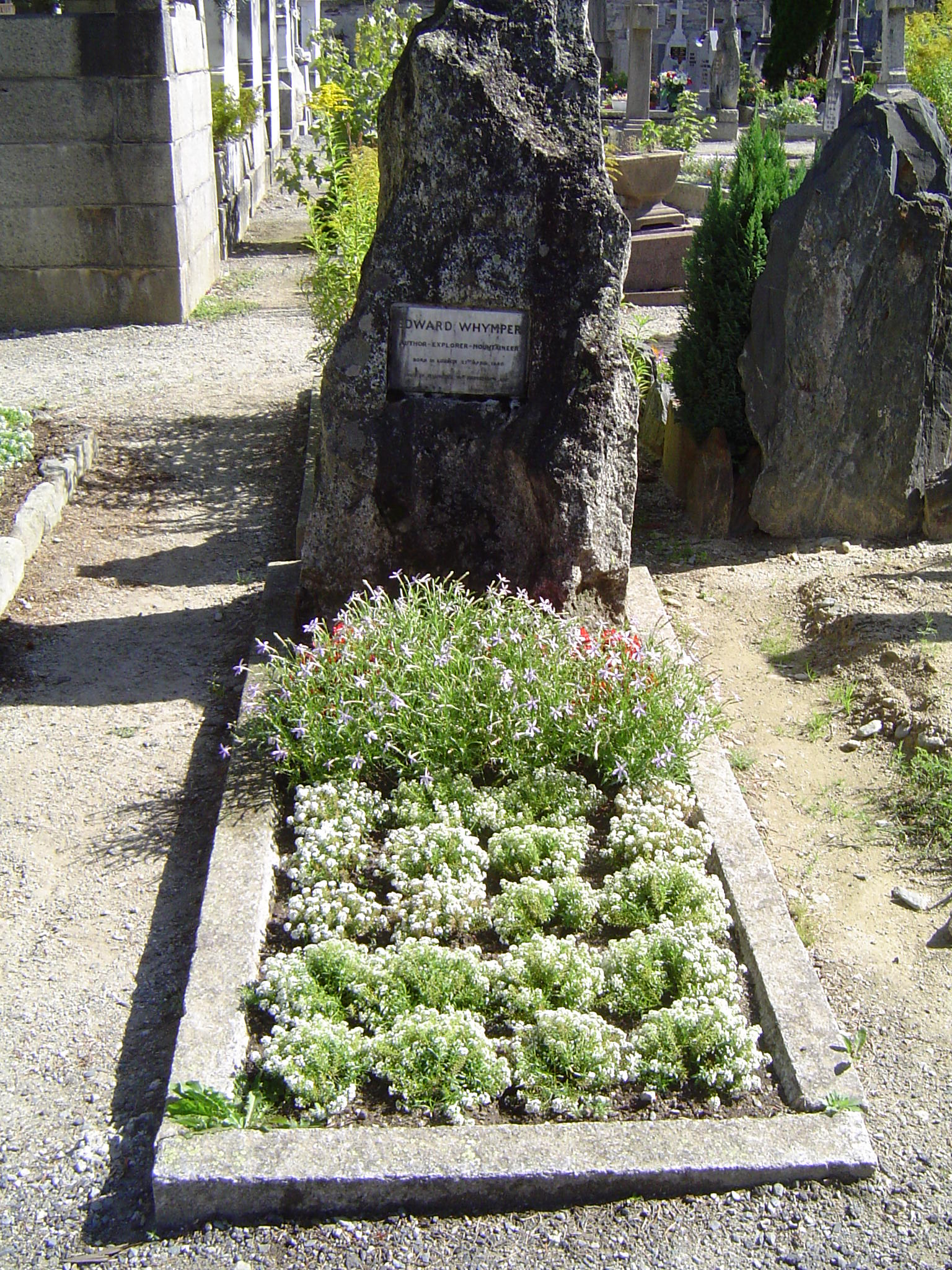
La tombe d'Edward Whymper

Edward Whymper était un alpiniste britannique, né le 27 avril 1840 à Londres et mort le 16 septembre 1911 à Chamonix.
Il reçoit une formation de dessinateur et graveur. Il découvre les Alpes à l'occasion d'un engagement pour effectuer des illustrations. Parmi ses premières ascensions les plus remarquables figurent en 1864 la Barre des Écrins dans le massif des Écrins, et en 1865 l'aiguille Verte dans le massif du Mont-Blanc et surtout le Cervin dans les Alpes valaisannes, sommet qui avait repoussé de nombreuses tentatives. Il fit également la première ascension du Chimborazo en 1880.

## Marcel Wibault

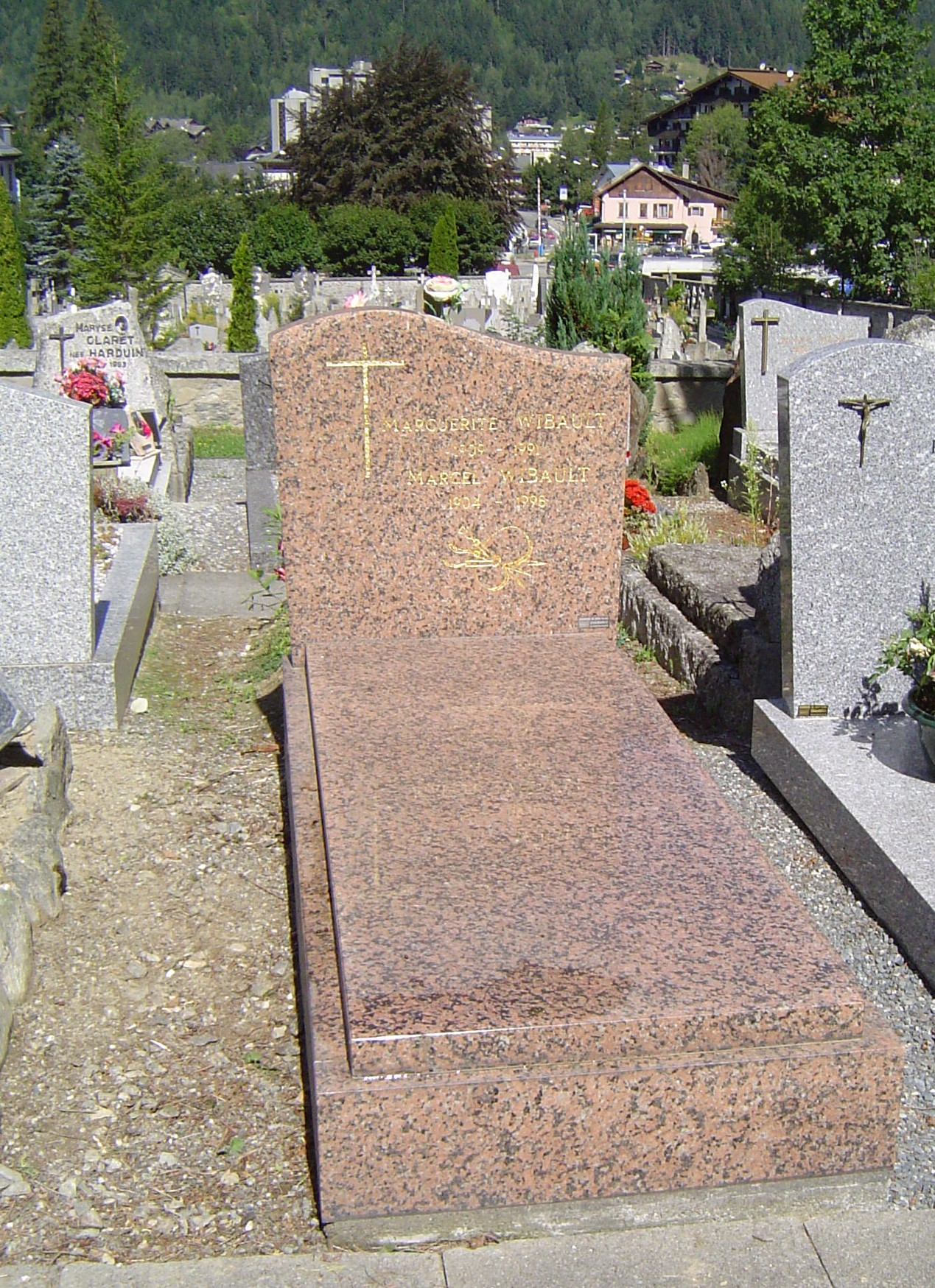
La tombe de Marcel Wibault

Marcel Wibault, né en 1904 à Besançon et mort en février 1998 à Chamonix-Mont-Blanc) est un peintre connu aujourd'hui surtout pour ses nombreuses peintures de montagnes représentant le Mont-Blanc, Chamonix, les grandes cimes des alpes, les chalets, les fleurs.